# Torbat-e Jam
Torbat-e Jam este un oraș din Iran.